# Camilla Chiavelli

Stemma Chiavelli.

Camilla Chiavelli (San Ginesio, XV secolo – ...), nobildonna italiana e signora consorte di Camerino.

## Biografia
Figlia di Finuccio Chiavelli di Fabriano, sposò Rodolfo II da Varano, signore di Camerino, dal quale ebbe due figlie:
- Gentile, sposò Galeotto I Malatesta[2], signore di Rimini;
- Elisabetta, sposò Malatesta IV Malatesta[3], signore di Rimini.